# Morannes-sur-Sarthe
Morannes-sur-Sarthe – dawna gmina we Francji, w regionie Kraj Loary, w departamencie Maine i Loara. W 2013 roku liczba ludności wynosiła 2060 mieszkańców.
Gmina została utworzona 1 stycznia 2016 roku z połączenia dwóch wcześniejszych gmin: Chemiré-sur-Sarthe oraz Morannes. Siedzibą gminy została miejscowość Morannes. Gmina istniała tylko rok, ponieważ 1 stycznia 2017 roku z połączenia dwóch wcześniejszych gmin – Daumeray oraz Morannes-sur-Sarthe – powstała nowa gmina Morannes-sur-Sarthe-Daumeray. Siedzibą gminy została miejscowość Morannes.